# Photedes urbahni
Photedes urbahni là một loài bướm đêm trong họ Noctuidae.